# محمية زلاف
محمية زلاف هي محمية طبيعية في ليبيا.  وتُعد من أبرز المعالم البيئية والسياحية في البلاد. تتميز هذه المحمية برمالها الذهبية الممتدة وكثبانها الصحراوية الخلابة، مما يجعلها وجهة مميزة لعشاق الطبيعة والتخييم.

## الموقع الجغرافي
تقع محمية زلاف على بُعد حوالي 40 كيلومترًا جنوب مدينة براك الشاطئ، وتفصلها عن مدينة سبها طريق صحراوي يمر عبر الكثبان الرملية.